# Chloroselas esmeralda
Chloroselas esmeralda is een vlinder uit de familie van de Lycaenidae. De wetenschappelijke naam van de soort is voor het eerst gepubliceerd door Arthur Gardiner Butler.

## Verspreiding
De soort komt voor in Oman, Jemen, Ethiopië, Somalië, Oeganda, Kenia en Tanzania.

## Ondersoorten
- Chloroselas esmeralda esmeralda Butler, 1886
- Chloroselas esmeralda bilqis Larsen, 1983 (Oman en Jemen)